# USS Reuben James (DD-245)
USS Reuben James (DD-245) var en jagare från första världskriget av Clemson-klass med fyra skorstenar. Det var det första fartyg ur amerikanska flottan som sänktes av en tysk ubåt under andra världskriget. Det var även det första fartyg namngett efter sergeanten Reuben James (1776–1838), som var framstående under striderna i barbareskkrigen.
Reuben James sjösattes den 2 april 1919 av New York Shipbuilding Corporation i Camden, New Jersey, döpt den 4 oktober 1919, tagen i tjänst den 24 september 1920, med kommendörkapten Gordon W. Hines som befälhavare.

## Skeppet i tjänst
Reuben James placerades i amerikanska atlantflottan och tjänstgjorde i Medelhavet åren 1921–1922. Hon seglade från Newport, Rhode Island, den 30 november 1920, till Zelenika, Jugoslavien, hon ankom dit den 18 december. Under våren och sommaren 1921 opererade hon i Adriatiska havet och i medelhavet utanför Zelenika och Gruž. Hon bistod flyktingar och deltog i undersökningar som gjordes efter första världskriget. I oktober 1921 i Le Havre, anslöt hon sig till den armerade kryssaren Olympia och deltog där i ceremonier för att hedra och återlämna okända soldater till USA. Från och med den 29 oktober 1921 till den 3 februari 1922 bistod hon American Relief Administration i Danzig, i dess ansträngningar att lindra hunger och elände. Efter tjänstgöring i medelhavet avgick hon till Gibraltar den 17 juli 1922.
Tidigt 1926 fick hon sin bas i New York, men patrullerade den nicaraguanska kusten för att förhindra vapenleveranser till revolutionärer. Våren 1929 deltog hon i flottmanövrar som förberedde marina flygstridskrafter. Hon avvecklades i Philadelphia, Pennsylvania, den 20 januari 1931. Då hon återgick i tjänst den 9 mars 1932 opererade hon åter i Atlanten och i Karibiska havet. Hon patrullerade här kubanska vatten under Fulgencio Batistas kupp. Hon förflyttades till San Diego 1934. De manövrar som följde innebar att hon användes som hangarfartyg. Reuben James återvände dock till Atlantflottan i januari 1939.

## Andra världskriget
När andra världskriget bröt ut i september 1939 förenades hon med Neutralitetspatrullen som vaktade Atlanten och Karibiska havet, och därmed andra fartygs förhållningssätt till den amerikanska kusten. I mars 1941 anslöt sig Reuben James till den nyligen upprättade eskortkonvojstyrka som etablerats för att  underlätta en säker transport av material till Storbritannien. Denna eskortstyrka vaktade konvojer så långt som till Island, varefter de blev den brittiska eskortens ansvar.

## Slutet
När hon var stationerad vid Hvalfjörður, Island, seglade hon mot örlogsbasen Argentia, Newfoundland, den 23 oktober, med fyra andra jagare för att eskortera konvoj HX 156 österut. Ungefär klockan 05:25 den 31 oktober, torpederades Reuben James av U-552 under befäl av Kapitänleutnant Erich Topp nära Island. Reuben James hade positionerat sig mellan ett ammunitionsskepp i konvojen och den kända positionen för en samordnad attack från en grupp av ubåtar som jagade allierade fartyg. Reuben James blev träffad föröver av en torped och hela hennes bog sprängdes bort, när ett magasin exploderade. Den träffade bogen sjönk ögonblickligen, medan den aktre sektionen flöt i fem minuter innan den också sjönk. Av 159 mans besättning överlevde bara 44.

## Influenser
Woody Guthrie skrev 1941–1942 en hyllningssång till offren för sänkningen av Reuben James, Han tänkte från början nämna alla offer vid namn i texten men beslöt istället att låta en kör sjunga refrängen "Tell me what were their names". Se även Reuben James (sång).